# Supergirl (fumetto)
Supergirl è il nome di diverse serie a fumetti pubblicate dalla DC Comics, in cui comparirono numerosi personaggi con lo stesso nome. La maggior parte dei fumetti presentano le storie con protagonista la cugina di Superman, Kara Zor-El.

## Storia editoriale

### Volume 1 (1972-1974)
La prima serie vedeva protagonista la Supergirl originale, la cugina di Superman, Kara Zor-El. La pubblicazione della serie ebbe inizio nel 1972, dopo 44 numeri di storie di Supergirl in Adventure Comics, terminando con il n. 424 (ottobre 1972). La serie durò dieci numeri fino al 1974, dopodiché il personaggio cominciò a comparire regolarmente in Superman Family (cominciando con il n. 165).

### Volume 2 (1982-1984)
Durante il primo anno di pubblicazione, la seconda serie di Kara Zor-El fu intitolata The Daring New Adventures of Supergirl. Con il n. 13, il nome venne accorciato in Supergirl, e il fumetto continuò ad essere pubblicato fino ad un totale di 23 numeri.

### Volume 3 (1994)
Nel 1994, la DC Comics pubblicò una serie limitata di quattro numeri che presentò una nuova Supergirl che venne introdotta nell'epoca post-Crisi sulle Terre infinite. Riferendosi talvolta a lei come Matrice, questo nuovo personaggio era un duplicato protoplasmatico di una Lana Lang di un universo alternativo, che ottenne i suoi poteri dal Lex Luthor del suo mondo. Essendo stata portata nella linea temporale principale dell'Universo DC da Superman, si innamorò di Lex Luthor (che fingeva di essere suo figlio, Lex Luthor II). Questa serie limitata risolse molte delle minacce rimanenti da quella trama.
Dal numero principale del fumetto Superman/Batman del 2003, la Supergirl Matrice fu sottilmente cancellata dalla continuità.

### Volume 4 (1996-2003)
La quarta serie vide protagonista una terza Supergirl, Linda Danvers. Questo personaggio era una fusione della Supergirl Matrice e di Linda Danvers (una versione post-Crisi di Linda Lee Danvers, identità segreta della Kara Zor-El pre-Crisi). La serie fu pubblicata per un totale di 81 numeri, terminando con un viaggio del personaggio principale in un universo alternativo, dopo il ritorno della versione originale di Kara Zor-El.
Dal numero principale del fumetto Superman/Batman del 2003, questa versione di Supergirl fu sottilmente cancellata dalla continuità.

### Volume 5 (2005-2011)
Nel 2004, la DC Comics introdusse una versione aggiornata di Kara Zor-El nelle pagine di Superman/Batman. L'anno successivo, la Ragazza d'Acciaio cominciò a comparire in una sua serie, con la ristampa di Superman/Batman n. 19 come n. 0 di Supergirl. Sterling Gates cominciò ad occuparsi del fumetto a metà del 2008 con il n. 34. Fu annunciato che Amy Reeder Hadley sarebbe stata la nuova artista delle copertine della serie nel maggio 2010.

### Volume 6 (2011-2015)
DC Comics rilanciò Supergirl col n. 1 nel settembre 2011 come parte del reboot The New 52. La serie è stata chiusa nel maggio 2015 col numero 40.

### Volume 7 (2015-2020)
Nel novembre 2016 è stato pubblicato la settima serie dedicata a Supergirl con protagonista Kara Zor-El. La serie è terminata nell'agosto 2020 dopo 42 albi mensili.

## Trama

### Power
Nella prima storia, Power (n. da 1 a 5, scritta da Jeph Loeb e illustrata da Ian Churchill), Supergirl incontrò e finì per combattere contro numerosi personaggi della DC, poiché cercava di trovare un modo di ambientarsi sulla Terra. Quando Lex Luthor la espose alla kryptonite nera, emerse un suo doppio con indosso un costume identico al suo ma di colore nero. Dopo un combattimento con la Justice League of America, Dark Kara e Supergirl furono ricongiunte.

### Candor
La storia successiva, Candor (n. da 6 a 8), uscì in un numero speciale scritto da Greg Rucka. Il resto della storia fu scritta dal nuovo scrittore regolare della serie, Joe Kelly. Questa storia si colloca cronologicamente un anno dopo gli avvenimenti della storia precedente. Supergirl e Power Girl combattono a Kandor mascherate rispettivamente da Flamebird e Nightwing.